# محمدی هروی

پیک‌نیک در کوهستان، منسوب به هروی، حوالی ۱۵۵۰ تا ۱۶۰۰ میلادی، موزه هنر کلیولند.

محمدی هروی (نگارگر ایرانی، فعال در نیمه دوم سدهٔ شانزدهم/دهم ه). «با پیش نهادن شیوه‌ای خاص در واقع‌گرایی، از شخصیت‌های استثنایی در تاریخ نقاشی ایران به شمار می‌آید.»

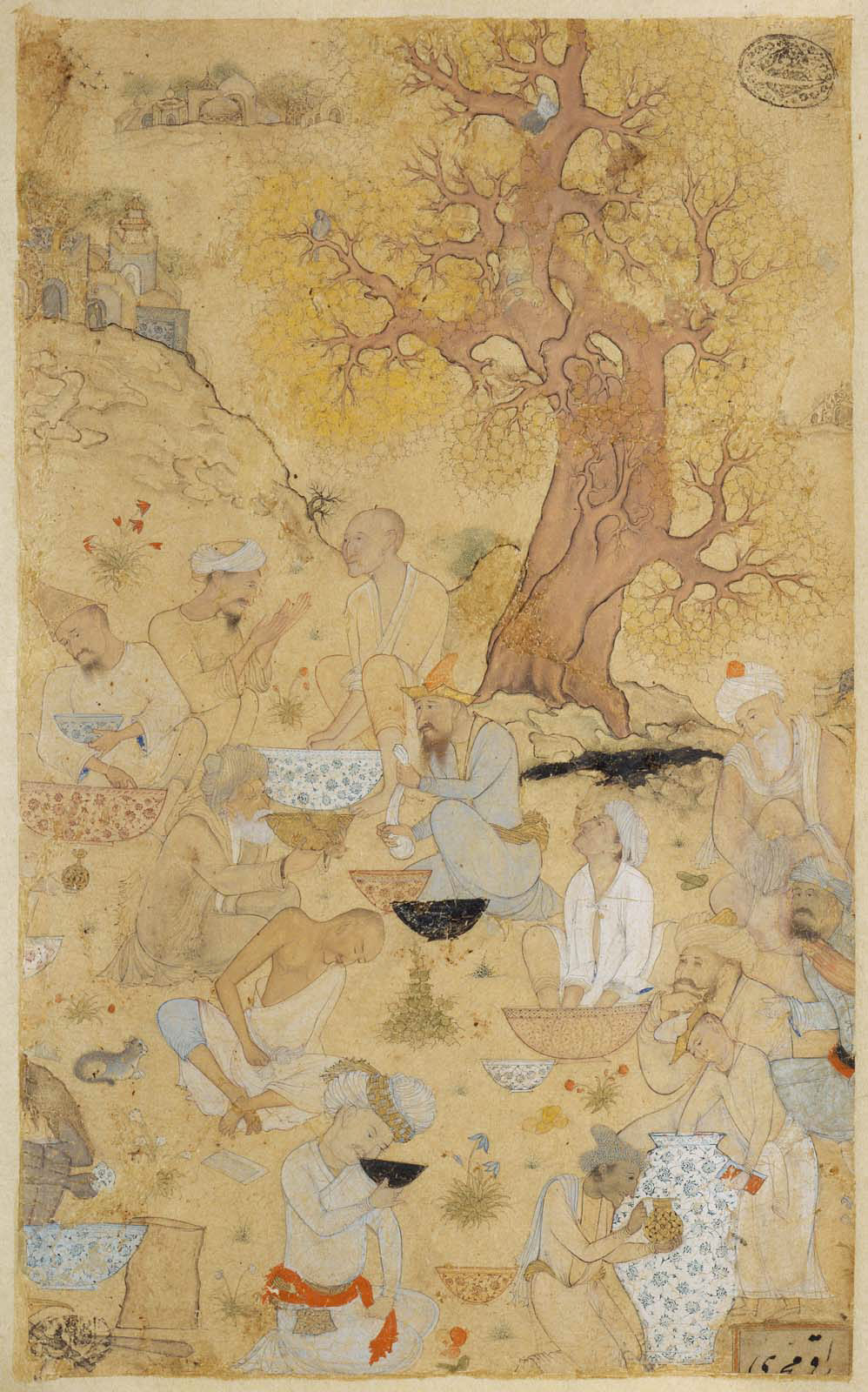
محمدی هروی، شراب‌سازان، حدود ۱۵۹۰/ ۹۹۹ ق، موزه هنرهای زیبای بوستون.

## زندگی
از زندگی محمدی اطلاع دقیقی در دست نیست. «برخی را اعتقاد بر این است که وی فرزند سلطان محمد بوده است.» اما به هر ترتیب، گویا نزد سلطان محمد و استادان دیگر تبریز تعلیم دیده است. محمدی در هرات فعالیت داشت و دوران کاری‌اش در حد فاصل بین دو دورهٔ هنر صفوی (مکتب تبریز دوم و مکتب اصفهان) بود. کن‌بای نوشته است که «محمدی در خدمت علیقلی خان شاملو در هرات فعالیت داشت.» اما بسیاری از کارشناسان برآنند که او کمتر به همکاری با دربار گرایش داشت و به احتمال زیاد در خدمت هیچ‌یک از شاهان صفوی نبود و بدون ارتباط با کارگاه‌های سلطنتی فعالیت می‌کرد.

## ویژگی آثار
«مشاهدهٔ عینی و ثبت حالتها و سکنات واقعی، انتخاب موضوع‌های مربوط به کار و زندگی آدم‌های عادی، و تأکید بر طراحی خطی از مشخصات متمایزکنندهٔ کار اویند. او نظام بغرنج طرح و رنگِ مرسوم را وانهاد، و به مدد خطهای شکل‌ساز و رنگ‌پردازیِ ساده به بازنمایی واقعیت پرداخت.» در ترکیب‌بندی آثارش، پیکرهایی را برمی‌گزید که اکثراً روستایی بودند. همچنین مضامین چوپانی که به نقاشی قرن دهم ه راه یافته بود، با دید واقع‌گرایانه او محتوای تازه‌ای یافت. توانایی قابل ملاحظه محمدی در نمایش حالات و حرکات طبیعی آدم‌ها، و طراحی شکل‌ها با خطوط ظریف و نازک و ممتد (اغلب طرح‌هایش با قلم نئی اجرا شده‌اند) نیز از دیگر ویژگی‌های آثار اویند.

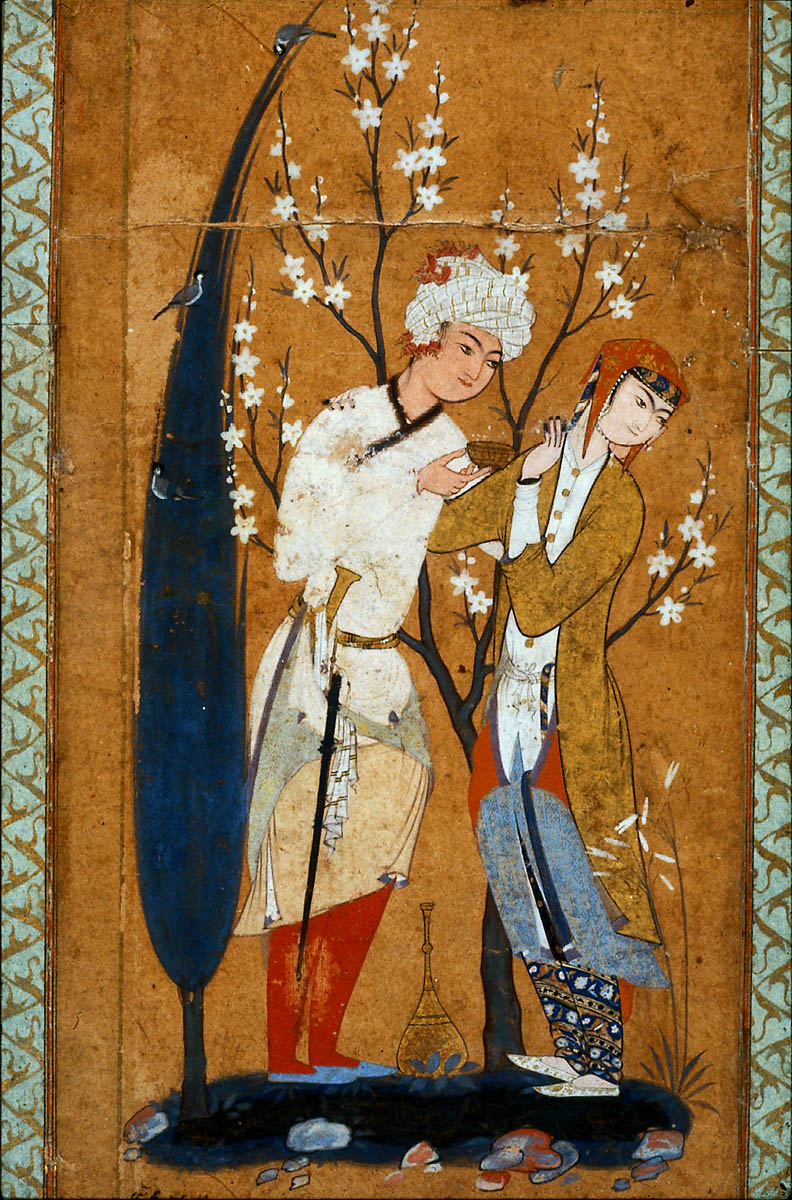
عمل استاد محمدی، عشاق ایستاده در کنار درخت سرو، موزه هنرهای زیبای بوستون.

## آثار
از آثار محمدی می‌توان موارد ذیل را نام برد: سماع و رقص درویشان، شراب‌سازان، صحنهٔ شکار شاهزاده و نوکر سایه‌بان به‌دست، صحنهٔ کار روستاییان (۹۸۹ ق)، عشاق ایستاده در کنار درخت سرو، لوتی‌های دوره‌گرد، مجلس بزم در کوهستان، نوازندگان دوره‌گرد و میمون.

## امضای هنرمند
محمدی «آثارش را راقمه محمدی یا محمدی مصور امضا می‌کرد.» همچنین در برخی آثار منسوب به او «عمل استاد محمدی؛ عمل استاد محمدی هروی؛ قلم فقیر الداعی محمدی مصور» نیز آمده است.

## تأثیر بر هنرمندان پس از خود
«محمدی در روند شکل‌گیری طراحی مستقل مکتب قزوین دست داشته است.» همچنین «نوآوری محمدی زمینه‌ای بود برای شکل‌گیری مکتب اصفهان؛ و شیوهٔ کار او توسط هنرمندانی چون رضا عباسی، محمدیوسف، و معین مصور ادامه یافت.»

## با افراد ذیل اشتباه نشود
پیرمحمد هروی، معین مصور؛ همچنین نگاه کنید به: هروی.